# Lucía Pérez
Lucía Pérez Vizcaíno (O Incio, Lugo, 5 de julho de 1985) é uma cantora galega que representou a Espanha no Festival Eurovisão da Canção em Düsseldorf em 2011 com a canção "Que me quiten lo bailao".

## Carreira
Em 2002, com 17 anos, Lucía Pérez venceu o talent show  para cantores amadores "Canteira de Cantareiros" na Televisão da Galiza (TVG). No próximo ano, lançou seu primeiro álbum, Amores y Amores com a gravadora Lonxa Cultural. Em 2005, representou a Espanha no Festival Internacional da Canção de Viña del Mar no Chile, acabando em segundo lugar com a canção "Qué Haría Contigo". Em 2008, lançou seu terceiro álbum, Volar por los Tejados, na Espanha e no Chile, onde ela interpretou vários concertos. Cantou no Festival de Viña del Mar pela segunda vez em 2009. Em 2010, publicou seu quarto álbum, Dígocho en Galego, que contém somente canções cantadas em galego.

### Eurovisão 2011
No começo de 2011, Lucía Pérez participou da seleção espanhola nacional para o Festival Eurovisão da Canção 2011, Destino Eurovisión. Em 18 de Fevereiro, ela venceu a final com a canção "Que me quiten lo bailao." Após esta vitória, em Março de 2011, começou a trabalhar com a Warner Music Group e lançou seu quinto álbum, Cruzo los Dedos, em abril. Em 14 de Maio, à final do Festival Eurovisão da Canção em Düsseldorf, Alemanha, acabou em 23o lugar.

## Vida pessoal
Lucía Pérez estudou canto e guitarra clássica, e é professora de música certificada. Atualmente, ela está prestes a se formar em pedagogia.

## Discografia

### Álbuns
| Ano  | Álbum                 | Tipo    | Gravadora      |
| 2003 | Amores y Amores       | Estúdio | Lonxa Cultural |
| 2006 | El Tiempo Dirá        | Estúdio | Lonxa Cultural |
| 2009 | Volar por los Tejados | Estúdio | Lonxa Cultural |
| 2010 | Dígocho en Galego     | Estúdio | Lonxa Cultural |
| 2011 | Cruzo los Dedos       | Estúdio | Warner Music   |

### Singles
| Ano  | Canção                    | Álbum           |
| 2011 | "Que me quiten lo bailao" | Cruzo los dedos |